# Olivier Bour
 (avril 2025).
Motif : Sources locales ou non indépendantes uniquement. Notoriété non démontrée
- Archive Wikiwix
- Bing
- Cairn
- DuckDuckGo
- E. Universalis
- Gallica
- Google
- G. Books
- G. News
- G. Scholar
- Persée
- Qwant
- (zh) Baidu
- (ru) Yandex
- (wd) trouver des œuvres sur Wikidata

| 1. | Préciser le motif de la pose du bandeau. | Précisez le motif de la pose du bandeau en utilisant la syntaxe suivante : {{admissibilité à vérifier\|date=juin 2025\|motif=remplacez ce texte par le motif}}                    |
| 2. | Informer les utilisateurs concernés.     | Pensez à avertir le créateur de l'article, par exemple, en insérant le code ci-dessous sur sa page de discussion : {{subst:avertissement admissibilité à vérifier\|Olivier Bour}} |

 (avril 2025).
Olivier Bour est un artiste peintre et dessinateur contemporain figuratif français. Il est né un 14 novembre 1959 au Havre, en Seine-Maritime. Il effectue des études d'arts plastiques à l'Université Paris 1 Panthéon-Sorbonne. Il a été influencé par trois artistes : Edvard Munch, Don Eddy et Piet Mondrian. Les tableaux d'Olivier Bour s'inspirent de la vie quotidienne, de voyages, de littérature…

## Biographie
Olivier Bour est né le 14 novembre 1959 au Havre d'un père responsable d'une usine du bois et d'une mère au foyer. Il poursuit des études à l'université Paris 1 Panthéon-Sorbonne en arts plastiques à Saint-Charles et en histoire de l'art à Tolbiac.
Il rencontre sa femme lors d'un vernissage à Caen et se marie en 1985.
En 1986, il réalise une bande dessinée Caen, l'histoire d'un rêve commandée par la Jeune Chambre économique de Caen.
En 1988, ils s'installent à Angers et en 1990 naîtra leur fils. Ils se sépareront en 1999 mais ils resteront proches.
Depuis maintenant plus d'une dizaine d'années, il séjourne régulièrement dans le pays malouin où il trouve entre autres une source d'inspiration. Il a fait don en 2021 d'une cinquantaine de tableaux inspirés par la côte bretonne à la commune de Saint-Méloir-des-Ondes. Elle s'est engagée à les exposer dans le cadre de sa politique culturelle.
« Il n'y a pas d'école, seulement des individus ». En citant cette phrase de Jean Cocteau, Olivier Bour exprime son choix de n'appartenir à aucun mouvement pictural.

« Il a été marqué par trois artistes qui ont contribué à façonner et personnaliser son travail.
Les toiles angoissées de l'artiste norvégien expressionniste Edvard Munch (1863-1944) lui font réaliser la capacité de la peinture « à transcrire les névroses et l'expression d'une conscience révoltée face au malaise d'une société ». Même si aucune angoisse n'émane de ses tableaux, Olivier Bour aborde avec pudeur les tensions, les non-dits du quotidien.
En 1983, l’œuvre de l'Américain Don Eddy lui fait découvrir l'hyperréalisme, ce qui a pour conséquence un rendu réaliste de ses personnages, traités en volume et en dégradés de couleurs.
La redécouverte de Piet Mondrian (1872-1944) et de sa quête de la forme épurée amène Olivier Bour à simplifier les décors, les fonds de ses compositions en utilisant des aplats de couleurs très contrastées entre elles qu'il obtient par un système de pochoirs.
Ces rencontres se traduisent  dans des séquences de vie imaginées par l'artiste. Il compose ses toiles comme des décors de théâtre où les espaces sont simplifiés par des aplats de couleurs très tranchés. Seuls les personnages animent le décor de leurs silhouettes courbes et évanescentes, fantomatiques, comme happées par la forte présence de l'environnement. Le tableau retrouve sa valeur traditionnelle de fenêtre sur le monde et le spectateur se trouve dans la situation de voir des inconnus croisés dans une rue, sur une plage… »

Corinne Buchon (directrice culturelle à Cesson-Sévigné) septembre 2003

« Les nouveaux tableaux d'Olivier Bour sont très émouvants : cet espace, ce blanc, ce vide où la chair se dessine et s'emprisonne. Les éléments eux-mêmes (l'eau, l'air, la terre ou le bois de la jetée) sont des espaces monochromes et compacts qui paraissent engluer l'humanité, le désir, alors réservé au seul regard du peintre. »

René de Ceccatty – 29 janvier 1999

## Principales expositions

### Principales expositions personnelles
- 1992 : La Baule, Galerie Wajnberg - Deauville, Hôtel Normandy
- 1993 : Le Havre, Galerie Le Miroir de l'Art
- 1996 : Angers, Grand Théâtre
- 1996-1997 : Paris, Galerie M.C. Goinard
- 1996-1998-2000 : Nantes, Galerie Moyon-Avenard
- 1997 : Caen, Hôtel Malherbe
- 1997-1998 : Pont-Aven, Swell Galerie
- 2003 : Cesson-Sévigné, Galerie Jean Boucher du Centre culturel
- 2003-2004-2008 : Nantes, Galerie de Briord
- 2006 : Deauville, Galerie de Tourgeville
- 2008 : Quimperlé, Galerie du Présidial - Pont de l 'Arche, Salle d'Armes
- 2009 : Lisieux, Galerie Au Quai Dock
- 2013 : Nantes, Galerie Art Espace
- 2015 : Saint-Malo, Espace Cadres et Créations, autour d'un tableau Le Portrait de Dorian Gray[2]
- 2018 : Saint-Coulomb, Office de Tourisme
- 2019 : Angers, Chapelle Saint-Lazare
- 2021 : Angers, Chapelle Saint-Lazare

### Principales expositions collectives en France et à l’Étranger
- 1979-1985 : Caen, Salons des Indépendants de Basse Normandie (2ème prix en 1979, 1er prix en 1982, Grand prix en 1985)
- 1983 : Paris, Grand Palais, Salon des Indépendants
- 1986 : Athènes, Delphes, Galerie Stathopoulos
- 1989 : Angers, Salon de la Jeune Peinture (Wiki-anjou)
- 1989-1996 : Angers, Salons d'Automne
- 1992 : Paris, Grand Palais, Salon Comparaison
- 1992-1993 : Tokyo, Hiroshima … Expositions France – Japon
- 1993 : Nantes, Palais de la Beaujoire, Biennale
- 1999-2000 : San Francisco, Art de France Gallery

Nombreuses participations à des expositions collectives dans des galeries en France (Paris, Bordeaux, Nantes, Tours, Deauville, La Baule, Arcachon…)

## Collections
Mairie et Grand Théâtre d'Angers - Médiathèque de Basse-Goulaine - Mairie de Quimperlé - Mairie de Pont de l'Arche - Mairie et Eglise de Saint-Méloir-des-Ondes - Hôtel Royal et Hôtel Normandy à Deauville
Les œuvres d'Olivier Bour figurent dans de nombreuses collections privées en France et à l'étranger (Etats-Unis, Suisse, Belgique ...)

### Presse écrite
- "Les visions grecques d'Olivier Bour", Presse Océan, 18 mars 1996
- "Olivier Bour à la galerie M.C. Goinard, Art Actualités Magazine n°65, mai 1996
- "Théâtre : des femmes et des paysages", Ouest France, 8 novembre 1996
- "Olivier Bour chez Moyon-Avenard : Le bonheur est dans le trait...", Le Nouvel Ouest, 13 mars 1998
- "Vie privée avec Olivier Bour à la galerie J. Boucher", Ouest France, 5 septembre 2003
- "Présidial. Les séquences de vie d'Olivier Bour", Le Télégramme, 14 février 2008
- "Exposition. Olivier Bour réactualise Wilde", Le Télégramme, 29 avril 2015
- "Olivier Bour expose ses Séquences de vie", Ouest France, 7 août 2018[3]
- "Saint-Méloir-des-Ondes. Le peintre Olivier Bour donne des tableaux à la commune", Ouest France, 3 janvier 2022